# Whitehall Stadium
Il Whitehall Stadium è uno stadio irlandese, situato a Dublino lungo il confine tra i sobborghi di Whitehall e Drumcondra. È l'impianto casalingo dell'Home Farm Football Club dal 1989, anno in cui dovettero lasciare il loro precedente campo, Tolka Park, in seguito al suo acquisto da parte del Shelbourne Football Club. Ha ospitato svariati match durante il corso dell'Europeo unde-16, tenutosi in Irlanda nel 1994.